# Cimitero di sant'Orso
Il cimitero di Sant'Orso (in francese, Cimetière de Saint-Ours o Cimetière du Bourg) è un cimitero storico monumentale situato in un'area ancora rurale dell'antico Borgo di Sant'Orso (Bourg Saint-Ours) ad Aosta.
Esso raccoglie le spoglie dei principali personaggi della città, a partire dalla prima metà del XIX secolo fino ai primi decenni del XX secolo.

## Storia
Data la necessità di una nuova area cimiteriale, il borgo di Sant'Orso venne dotato di un cimitero dedicato anch'esso ad Orso di Aosta. La nuova area sepolcrale venne inaugurata e benedetta dal priore Jean-Sébastien Linty, il 3 novembre 1782.
Nei primi anni cinquanta dell'Ottocento, il conte Edoardo Crotti di Costigliole decise di finanziarne l'ampliamento. Al centro del cimitero sorge la cappella neogotica dei conti Crotti di Costigliole, della metà del XIX secolo, dedicata alla Madonna Addolorata. I conti hanno anche optato per la costruzione di una tomba di famiglia.
Nel Novecento il cimitero venne abbandonato come luogo di sepoltura a favore del cimitero aostano di viale Piccolo San Bernardo.
Dopo anni di incuria e degrado, che portarono alla rovina di numerose tombe, un nuovo restauro, finanziato con legge regionale del 2002, ha portato allo svolgimento di varie ricerche, da quella degli architetti Vittoria Pignataro e Ezio Alliod, fino a quella condotta dall'architetto Chiara Devoti. Il cimitero, dopo una serie di interventi di manutenzione, è stato riaperto al pubblico in occasione delle feste dei defunti.
Nell'autunno 2013, in occasione del ponte di Ognissanti, a cura dell'associazione Amis du cimetière du Bourg il cimitero è stato nuovamente aperto e si è dato il via a una convenzione, che sarà quasi decennale, con il Comune di Aosta per la fruizione e la cura dell'area. Il Virtual Museum Vallée ha dedicato alla riapertura del cimitero una mostra virtuale.

## Personalità locali sepolte nel cimitero di sant'Orso
Tra le personalità storiche, politiche e del mondo della cultura locali sepolte nel cimitero di sant'Orso figurano:
- Edoardo Giovanni Crotti (1799-1870), conte di Costigliole
- console Thomaset,
- vari membri della famiglia Passerin d'Entrèves
- Jean-Antoine Gal
- Innocenzo Manzetti
- Anton Zimmerman (1803-1873), fondatore del birrificio Zimmerman
- Alexandre Charrey e Jean Charrey, due fratelli alpinisti morti sul Monte Emilius